# بيني بيناسي
ماركو «بيني» بيناسي (Marco "Buenny" Benassi) من مواليد 13 يوليو 1967 .هو دي جي ومنتج أسطوانات إيطالي، صنف سنة 2011 كسابع أفضل دي جي وذلك حسب التصنيف السنوي الذي تطلقه مجلة دي جي.

## روابط خارجية
- بيني بيناسي على موقع IMDb (الإنجليزية)
- بيني بيناسي على موقع ميوزك برينز (الإنجليزية)
- بيني بيناسي على موقع أول ميوزيك (الإنجليزية)
- بيني بيناسي على موقع ديسكوغز (الإنجليزية)